# Henech Kon
Henech Kon, auch Henryk Kon (geboren 1890 in Łódź, Russisches Kaiserreich; gestorben 20. April 1972 in New York), war ein Komponist des jiddischen Theaters und Journalist.

## Leben
1880 als Sohn Yosef Kons geboren, sollte er zunächst eine klassische jüdische Ausbildung bei seinem Großvater in Kutno absolvieren. Als sich zunehmend zeigte, dass er nicht Rabbiner werden würde, ging er nach Berlin, um dort eine Musikschule zu besuchen.

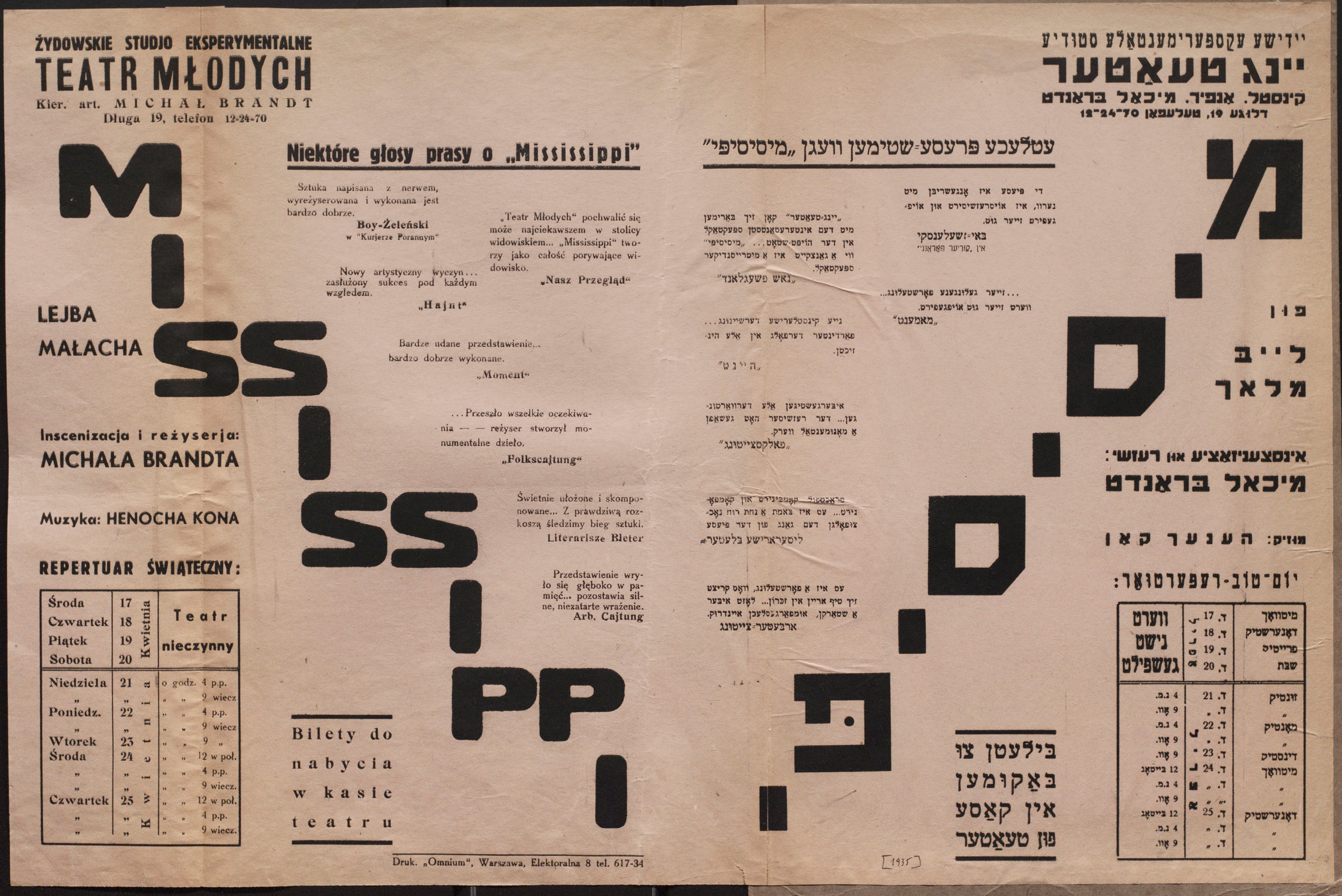
Musik zu Mississippi

1912 ging Kon zurück nach Polen. 1940 emigrierte er in die Vereinigten Staaten von Amerika. Kon komponierte 1937 die Musik zu dem Film Der Dybbuk. Er sagte dazu: „In meinem ganzen Leben habe ich mich keiner Arbeit mit solcher Hingabe gewidmet.“

## Filmografie
- 1936: Mir kumen on (Dokumentarfilm)
- 1936: Al Khet
- 1937: Dybuk (Der Dibbuk)
- 1937: Freylikhe kabtsonim